# Championnat de France féminin de football 2005-2006
Navigation
Édition précédente Édition suivante
La Division 1 2005-2006  est la 32e édition du championnat de France féminin de football. Le premier niveau national du championnat féminin oppose douze clubs français en une série de vingt-deux rencontres jouées durant la saison de football. La compétition débute le 4 septembre 2005 et s'achève le 11 juin 2006. La première place du championnat est qualificative pour la Coupe féminine de l'UEFA alors que les deux dernières places sont synonymes de relégation en Division 2.
Lors de l'exercice précédent, l'ESOFV La Roche-sur-Yon et l'US Compiègne ont gagné le droit d'évoluer dans cette compétition après avoir respectivement fini premier et deuxième du tournoi final de Division 2.
Le Montpellier HSC, champion en 2005, est quant à lui le représentant français à la Coupe féminine de l'UEFA 2005-2006.
À l'issue de la saison, le FCF Juvisy décroche son sixième titre de champion de France, emmené par une Marinette Pichon exceptionnelle qui finit meilleure buteuse du championnat avec 36 réalisations. Dans le bas du classement, le FC Vendenheim et le Saint-Memmie Olympique sont relégués après respectivement deux et sept saisons au plus haut niveau.
| \| Olympique lyonnais Paris SG Montpellier HSC FCF Juvisy FCF Hénin-Beaumont Toulouse FC ASJ Soyaux ESOFV La Roche-sur-Yon US Compiègne CNFE Clairefontaine FC Vendenheim 0Saint-Memmie Olympique \| Localisation des clubs engagés dans le championnat. |
| Olympique lyonnais Paris SG Montpellier HSC FCF Juvisy FCF Hénin-Beaumont Toulouse FC ASJ Soyaux ESOFV La Roche-sur-Yon US Compiègne CNFE Clairefontaine FC Vendenheim 0Saint-Memmie Olympique                                                           |

## Participants
Ce tableau présente les douze équipes qualifiées pour disputer le championnat 2005-2006. On y trouve le nom des clubs, la date de création du club, l'année de la dernière montée au sein de l'élite, leur classement de la saison précédente, le nom des stades ainsi que la capacité de ces derniers.
Légende des couleurs
- Qualifié pour le premier tour de la Coupe féminine de l'UEFA 2005-2006.
- Promu de Division 2.

| Nom du club            | Date de création | Dernière montée | Classement 2004-2005 | Stade                  | Capacité | Victoires en championnat |
| ---------------------- | ---------------- | --------------- | -------------------- | ---------------------- | -------- | ------------------------ |
| Montpellier HSC        | -                | 1997            | 1                    | Stade Joseph Blanc     | 1 000    | 2                        |
| FCF Juvisy             | 1971             | 1986            | 2                    | Stade Georges Maquin   | 2 000    | 5                        |
| Olympique lyonnais     | 1970             | 1978            | 3                    | Plaine de Gerland      | 2 200    | 4                        |
| ASJ Soyaux             | 1968             | -               | 4                    | Stade Léo Lagrange     | 4 800    | 1                        |
| Toulouse FC            | 1980             | 1994            | 5                    | Stade de la Ramée      | 3 000    | 4                        |
| CNFE Clairefontaine    | 1988             | 2002            | 6                    | Stade Pierre-Pibarot   | -        | /                        |
| FCF Hénin-Beaumont     | 1972             | 2003            | 7                    | Stade Raymonde Delabre | 500      | /                        |
| FC Vendenheim          | 1974             | 2004            | 8                    | Stade Waldeck          | -        | /                        |
| Saint-Memmie Olympique | -                | 1999            | 9                    | Stade Déborah Jeannet  | -        | /                        |
| Paris Saint-Germain    | 1971             | 2001            | 10                   | Stade Georges-Lefèvre  | 3 500    | /                        |
| ESOFV La Roche-sur-Yon | 1978             | 2005            | D2                   | Stade de Saint-André   | 1 800    | /                        |
| US Compiègne           | 1988             | 2005            | D2                   | Stade de Mercières     | -        | /                        |

## Compétition

### Classement
Le classement est calculé avec le barème de points suivant : une victoire vaut quatre points, le match nul deux et la défaite un.
Critères appliqués pour départager en cas d'égalité au classement :
1. classement aux points des matchs joués entre les clubs ex æquo ;
2. différence entre les buts marqués et les buts concédés par chacun d’eux au cours des matchs qui les ont opposés ;
3. différence entre les buts marqués et les buts concédés sur la totalité des matchs joués dans le championnat ;
4. plus grand nombre de buts marqués sur la totalité des matchs joués dans le championnat ;
5. en cas de nouvelle égalité, une rencontre supplémentaire aura lieu sur terrain neutre avec, éventuellement, l’épreuve des tirs au but.

| Rang | Équipe                   | Pts | J  | G  | N | P  | Bp | Bc | Diff |
| ---- | ------------------------ | --- | -- | -- | - | -- | -- | -- | ---- |
| 1    | FCF Juvisy               | 85  | 22 | 21 | 0 | 1  | 83 | 15 | +68  |
| 2    | Montpellier HSC T CF     | 76  | 22 | 17 | 3 | 2  | 68 | 15 | +53  |
| 3    | Olympique lyonnais       | 60  | 22 | 10 | 8 | 4  | 34 | 12 | +22  |
| 4    | Toulouse FC              | 59  | 22 | 11 | 4 | 7  | 38 | 18 | +20  |
| 5    | CNFE Clairefontaine      | 56  | 22 | 10 | 4 | 8  | 42 | 31 | +11  |
| 6    | ASJ Soyaux               | 56  | 22 | 10 | 4 | 8  | 40 | 30 | +10  |
| 7    | FCF Hénin-Beaumont       | 51  | 22 | 9  | 2 | 11 | 27 | 51 | -24  |
| 8    | Paris SG                 | 49  | 22 | 8  | 3 | 11 | 26 | 32 | -6   |
| 9    | US Compiègne P           | 43  | 22 | 5  | 6 | 11 | 23 | 41 | -18  |
| 10   | ESOFV La Roche-sur-Yon P | 37  | 22 | 4  | 3 | 15 | 19 | 55 | -36  |
| 11   | FC Vendenheim            | 34  | 22 | 2  | 6 | 14 | 14 | 53 | -39  |
| 12   | Saint-Memmie Olympique   | 32  | 22 | 3  | 1 | 18 | 15 | 76 | -61  |

|  | Qualifié pour la Coupe UEFA 2006-2007 (Premier tour). |
|  | Relégué en Division 2. |
|  | T Tenant du titre. P Promu de Division 2. CF Vainqueur du Challenge de France 2005-2006. Pts points ; G victoires ; N match nuls ; P défaites Bp buts marqués ; Bc buts encaissés ; Diff différence de buts |

### Résultats
Source : Championnat de France de D1 2005-2006 - Calendrier, sur statsfootofeminin.fr
| Résultats (▼dom., ►ext.)                                   | Cla | Com | Hén | Juv  | RsY | Lyo | Mon | Par | SMO | Soy | Tou | Ven |
| CNFE Clairefontaine                                        |     | 8-1 | 3-1 | 2-6  | 4-1 | 1-0 | 1-3 | 0-2 | 0-1 | 0-1 | 1-3 | 1-1 |
| US Compiègne                                               | 0-2 |     | 1-0 | 1-2  | 2-2 | 1-1 | 1-5 | 0-0 | 4-0 | 2-2 | 0-0 | 2-0 |
| FCF Hénin-Beaumont                                         | 2-1 | 0-1 |     | 0-4  | 3-2 | 0-0 | 0-7 | 3-1 | 2-1 | 1-1 | 2-1 | 2-0 |
| FCF Juvisy                                                 | 3-1 | 3-1 | 6-1 |      | 4-0 | 4-0 | 2-4 | 5-0 | 5-0 | 3-2 | 2-1 | 4-0 |
| ESOFV La Roche-sur-Yon                                     | 1-4 | 2-0 | 1-2 | 0-2  |     | 0-4 | 0-4 | 0-2 | 3-1 | 2-2 | 0-4 | 1-0 |
| Olympique lyonnais                                         | 1-1 | 2-0 | 5-1 | 0-1  | 4-0 |     | 0-0 | 1-0 | 4-0 | 0-0 | 0-0 | 0-0 |
| Montpellier HSC                                            | 0-0 | 5-1 | 6-0 | 1-3  | 2-1 | 2-1 |     | 2-0 | 7-0 | 4-0 | 0-0 | 4-0 |
| Paris SG                                                   | 1-2 | 1-0 | 2-0 | 0-4  | 3-0 | 1-2 | 1-2 |     | 3-2 | 0-2 | 2-1 | 3-0 |
| Saint-Memmie Olympique                                     | 0-5 | 2-1 | 2-3 | 0-10 | 0-2 | 0-2 | 0-2 | 0-0 |     | 1-4 | 0-4 | 0-2 |
| ASJ Soyaux                                                 | 1-2 | 1-0 | 1-3 | 0-2  | 6-0 | 0-2 | 3-1 | 2-1 | 7-2 |     | 0-3 | 2-0 |
| Toulouse FC                                                | 1-2 | 1-2 | 4-1 | 1-3  | 1-0 | 0-0 | 0-1 | 2-1 | 4-0 | 1-0 |     | 3-0 |
| FC Vendenheim                                              | 1-1 | 2-2 | 1-0 | 0-5  | 1-1 | 0-5 | 1-6 | 2-2 | 2-3 | 0-3 | 1-3 |     |
| - Victoire à domicile - Match nul - Victoire à l'extérieur |     |     |     |      |     |     |     |     |     |     |     |     |

## Bilan de la saison
| Championnat de France féminin de football 2005-2006 |                        |
| Champion                                            | FCF Juvisy (6e titre)  |
| Dauphin                                             | Montpellier HSC        |
| Coupes et trophées                                  |                        |
| Vainqueur Challenge de France 2005-2006             | Montpellier HSC        |
| Qualifications continentales                        |                        |
| Coupe UEFA 2006-2007                                | FCF Juvisy             |
| Promotions et relégations                           |                        |
| Promus en Division 1                                | FCF Condéen            |
| Promus en Division 1                                | Stade briochin         |
| Relégués en Division 2                              | FC Vendenheim          |
| Relégués en Division 2                              | Saint-Memmie Olympique |

## Statistiques
Leader du championnat
Évolution du classement
- Qualifié pour la Coupe féminine de l'UEFA.
- Relégué en Division 2.

| Club                   | 1  | 2  | 3  | 4  | 5  | 6  | 7  | 8  | 9  | 10 | 11 | 12 | 13 | 14 | 15 | 16 | 17 | 18 | 19 | 20 | 21 | 22 |
| ---------------------- | -- | -- | -- | -- | -- | -- | -- | -- | -- | -- | -- | -- | -- | -- | -- | -- | -- | -- | -- | -- | -- | -- |
| Montpellier HSC        | 1  | 1  | 1  | 1  | 1  | 2  | 2  | 2  | 2  | 2  | 2  | 2  | 2  | 2  | 2  | 2  | 2  | 2  | 2  | 2  | 2  | 2  |
| FCF Juvisy             | 2  | 2  | 2  | 2  | 2  | 1  | 1  | 1  | 1  | 1  | 1  | 1  | 1  | 1  | 1  | 1  | 1  | 1  | 1  | 1  | 1  | 1  |
| Olympique lyonnais     | 6  | 4  | 3  | 4  | 4  | 4  | 5  | 5  | 5  | 6  | 6  | 4  | 4  | 5  | 4  | 4  | 4  | 4  | 5  | 4  | 3  | 3  |
| ASJ Soyaux             | 3  | 6  | 6  | 8  | 9  | 9  | 10 | 8  | 8  | 8  | 8  | 7  | 5  | 4  | 5  | 7  | 8  | 8  | 7  | 7  | 6  | 6  |
| Toulouse FC            | 8  | 5  | 4  | 3  | 3  | 3  | 4  | 4  | 3  | 3  | 3  | 3  | 3  | 3  | 3  | 3  | 3  | 3  | 4  | 3  | 4  | 4  |
| CNFE Clairefontaine    | 4  | 3  | 5  | 5  | 6  | 7  | 6  | 6  | 7  | 7  | 7  | 8  | 6  | 6  | 6  | 5  | 5  | 5  | 3  | 5  | 5  | 5  |
| FCF Hénin-Beaumont     | 12 | 8  | 9  | 6  | 5  | 5  | 3  | 3  | 4  | 4  | 4  | 5  | 7  | 8  | 8  | 8  | 7  | 6  | 6  | 6  | 7  | 7  |
| FC Vendenheim          | 11 | 11 | 12 | 11 | 11 | 12 | 11 | 11 | 12 | 12 | 12 | 11 | 11 | 11 | 10 | 10 | 10 | 10 | 10 | 10 | 11 | 11 |
| Saint-Memmie Olympique | 9  | 12 | 11 | 12 | 12 | 10 | 9  | 10 | 10 | 10 | 11 | 12 | 12 | 12 | 12 | 12 | 12 | 12 | 12 | 12 | 12 | 12 |
| Paris SG               | 5  | 7  | 8  | 9  | 7  | 6  | 7  | 7  | 6  | 5  | 5  | 6  | 8  | 7  | 7  | 6  | 6  | 7  | 8  | 8  | 8  | 8  |
| ESOFV La Roche-sur-Yon | 10 | 10 | 10 | 10 | 10 | 11 | 12 | 12 | 11 | 11 | 10 | 10 | 10 | 10 | 11 | 11 | 11 | 11 | 11 | 11 | 10 | 10 |
| US Compiègne           | 7  | 9  | 7  | 7  | 8  | 8  | 8  | 9  | 9  | 9  | 9  | 9  | 9  | 9  | 9  | 9  | 9  | 9  | 9  | 9  | 9  | 9  |

Moyennes de buts marqués par journée
Ce graphique représente le nombre de buts marqués lors de chaque journée. Il est également indiqué la moyenne totale sur la saison qui est de 19,5 buts/journée.
Classement des buteuses
| Cls | Joueuse                   | Club                | Buts |
| --- | ------------------------- | ------------------- | ---- |
| 1   | Marinette Pichon          | FCF Juvisy          | 36   |
| 2   | Hoda Lattaf               | Montpellier HSC     | 16   |
| 3   | Laetitia Tonazzi          | FCF Juvisy          | 14   |
| 4   | Sonia Bompastor           | Montpellier HSC     | 12   |
| 4   | Virginie Bourdille-Mendes | FCF Juvisy          | 12   |
| 4   | Corine Petit-Franco       | ASJ Soyaux          | 12   |
| 4   | Lilas Traïkia             | Toulouse FC         | 12   |
| 8   | Ingrid Boyeldieu          | FCF Hénin-Beaumont  | 11   |
| 8   | Sandrine Brétigny         | Olympique lyonnais  | 11   |
| 8   | Amandine Henry            | CNFE Clairefontaine | 11   |
| 11  | 3 joueuses                | 3 joueuses          | 9    |
| 14  | 2 joueuses                | 2 joueuses          | 8    |
| 16  | 2 joueuses                | 2 joueuses          | 7    |
| 18  | 1 joueuse                 | 1 joueuse           | 6    |
| 19  | 4 joueuses                | 4 joueuses          | 5    |
| 23  | 12 joueuses               | 12 joueuses         | 4    |
| 35  | 20 joueuses               | 20 joueuses         | 3    |
| 55  | 23 joueuses               | 23 joueuses         | 2    |